# Skepp ohoj – Kapten Anka
Skepp ohoj – Kapten Anka (även Skepp ohoj, Kalle Anka) (engelska: Ship Ahoy) är en amerikansk animerad kortfilm med Kalle Anka från 1956. Filmen är den sista kortfilm med Kalle Anka i huvudroll som släpptes av RKO Pictures.

## Handling
Piff och Puff har ingen mat, men upptäcker ett träd fullt med ekollon som ligger på en ö mitt sjön. De lånar ett av Kalle Ankas modellskepp för att kunna ta sig över; något som gör honom arg.

## Om filmen
Filmen är producerad i Cinemascope.

### Svenska visningar
Filmen hade svensk premiär den 3 juni 1957 och visades på biografen Spegeln i Stockholm.
Filmen hade svensk nypremiär den 13 december 1969 på biografen Riviera och visades tillsammans med Disneys Törnrosa som då också hade svensk nypremiär.

## Rollista
- Clarence Nash – Kalle Anka
- James MacDonald – Piff
- Dessie Flynn – Puff[8]